# Agrostis tuvinica
Agrostis tuvinica é uma espécie de gramínea do gênero Agrostis, pertencente à família Poaceae.